# 阿科斯塔縣

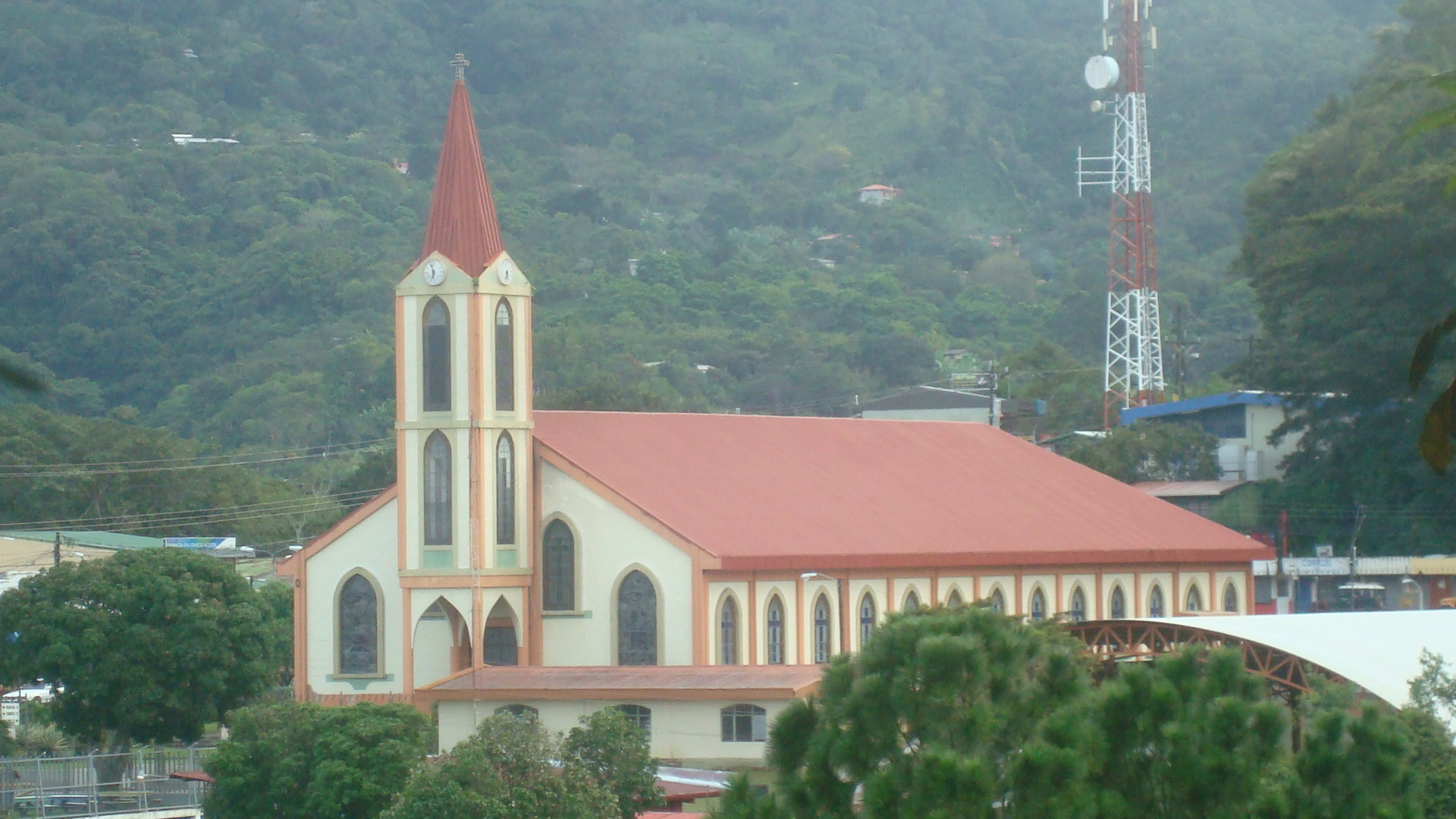

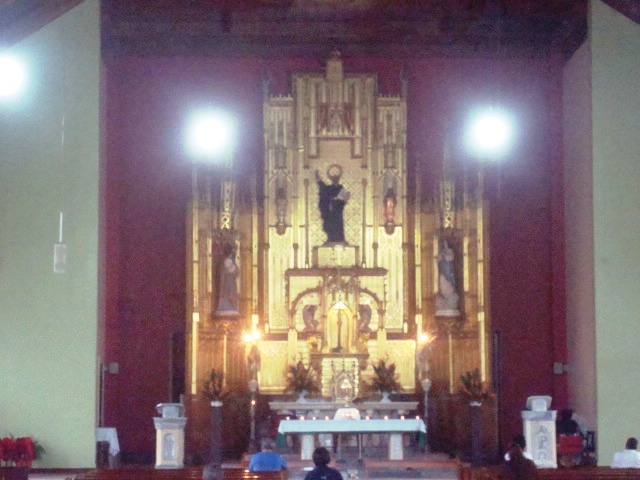

9°44′N 84°14′W / 9.733°N 84.233°W
阿科斯塔縣（西班牙語：Cantón de Acosta），是哥斯達黎加的縣份，位於該國中部，由聖何塞省負責管轄，首府設於聖伊格納西奧德阿科斯塔，始建於1910年10月27日，面積342.24平方公里，海拔高度1,095米，2011年人口20,209人，人口密度每平方公里59.05人。